# Astragalus reverdattoanus
Astragalus reverdattoanus är en ärtväxtart som beskrevs av Georgji Prokopievič Sumnevicz. Astragalus reverdattoanus ingår i släktet vedlar, och familjen ärtväxter. Inga underarter finns listade i Catalogue of Life.